# Włodzimierz Ostapowicz
Włodzimierz Ostapowicz (ur. 16 czerwca 1907 w Stanisławowie, zm. 18 listopada 1979 we Wrocławiu) – polski prawnik, działacz komunistyczny, sędzia wojskowy odpowiedzialny za wydawanie wyroków śmierci na żołnierzy i działaczy podziemia antykomunistycznego i niepodległościowego. Adwokat.

## Życiorys
Syn Szymona, w 1930 ukończył studia na Wydziale Prawa Uniwersytetu Jana Kazimierza we Lwowie i został praktykantem w Sądzie Grodzkim, a w 1931 w Sądzie Okręgowym w Stanisławowie. W 1931 wstąpił do Komunistycznej Partii Zachodniej Ukrainy. Wiceprezes Stowarzyszenia Aplikantów Adwokackich w Stanisławowie i aplikant adwokacki w kancelarii, od 1936 pracował jako adwokat. Po agresji ZSRR na Polskę i okupacji miasta przez Armię Czerwoną 22 września 1939 został p.o. sekretarza ustanowionego przez okupanta Tymczasowego Kierownictwa miasta Stanisławów (do 10 października 1939), następnie do 15 grudnia 1939 był sekretarzem Rejonowego Oddziału Ziemskiego w Stanisławowie. Od 16 grudnia 1939 do 2 lipca 1941 kierownik Oddziału Ogólnego Rejonowego Komitetu Wykonawczego w Stanisławowie, 
Po ataku Niemiec na ZSRR ewakuowany w głąb ZSRR. Szeregowy 750. batalionu budowlanego (tzw. strojbatalionu) w Saratowie od lipca 1941 do lipca 1942, potem do grudnia 1942 pracował w Oddziale Komunalnym "Strojgazu" w Gorkim. Robotnik w jednym z "chłopzagotpunktów" w Laiszy (Uzbecka Socjalistyczna Republika Radziecka), w 1943 zgłosił się do LWP i 8 VI został szeregowym 8. kompanii 1. pp 1 DP im. T. Kościuszki. Od 11 VI 1943 zastępca dowódcy kompanii ds. oświatowych 1 pp, od 26 VIII 1943 starszy pisarz Sztabu Kwatermistrzostwa 1. Korpusu PSZ w ZSRR. XII 1943 został zastępcą dowódcy 1. batalionu 6. pp ds. polityczno-wychowawczych, a 12 VII 1944 członkiem Sądu Polowego 2 DP im. J.H. Dąbrowskiego; od 13 III 1945 szef tego Sądu. 1 VI 1946 został szefem Wojskowego Sądu Rejonowego (WSR) w Białymstoku (w tym czasie był również delegowany na stanowisko przewodniczącego Wydziału ds. Doraźnych Sądu Okręgowego w Białymstoku), w marcu 1947 przeniesiony do pracy w Departamencie Personalnym MON, gdzie był m.in. kierownikiem Sekcji 2 Wydziału IV, Sekcji 3 Wydziału I i Sekcji 3 Wydziału III. W 1947 mianowany podpułkownikiem. Od 10 IX 1948 szef Wojskowego Sądu Okręgowego (WSO) nr I w Warszawie, od 7 X 1950 do 12 VIII 1955 szef WSR we Wrocławiu. 29 VIII 1955 zwolniony ze służby wojskowej, pracował jako adwokat we Wrocławiu. Aktywny działacz Komitetu Dzielnicowego PZPR Wrocław-Stare Miasto.
W 1946 skazał na śmierć działaczy AK i WiN Franciszka Sowulewskiego, Aleksandra Rybnika i Mariana Piekarskiego; zostali oni straceni 11 IX 1946. Łącznie od lipca 1944 do lipca 1955 skazał na śmierć 116 osób.

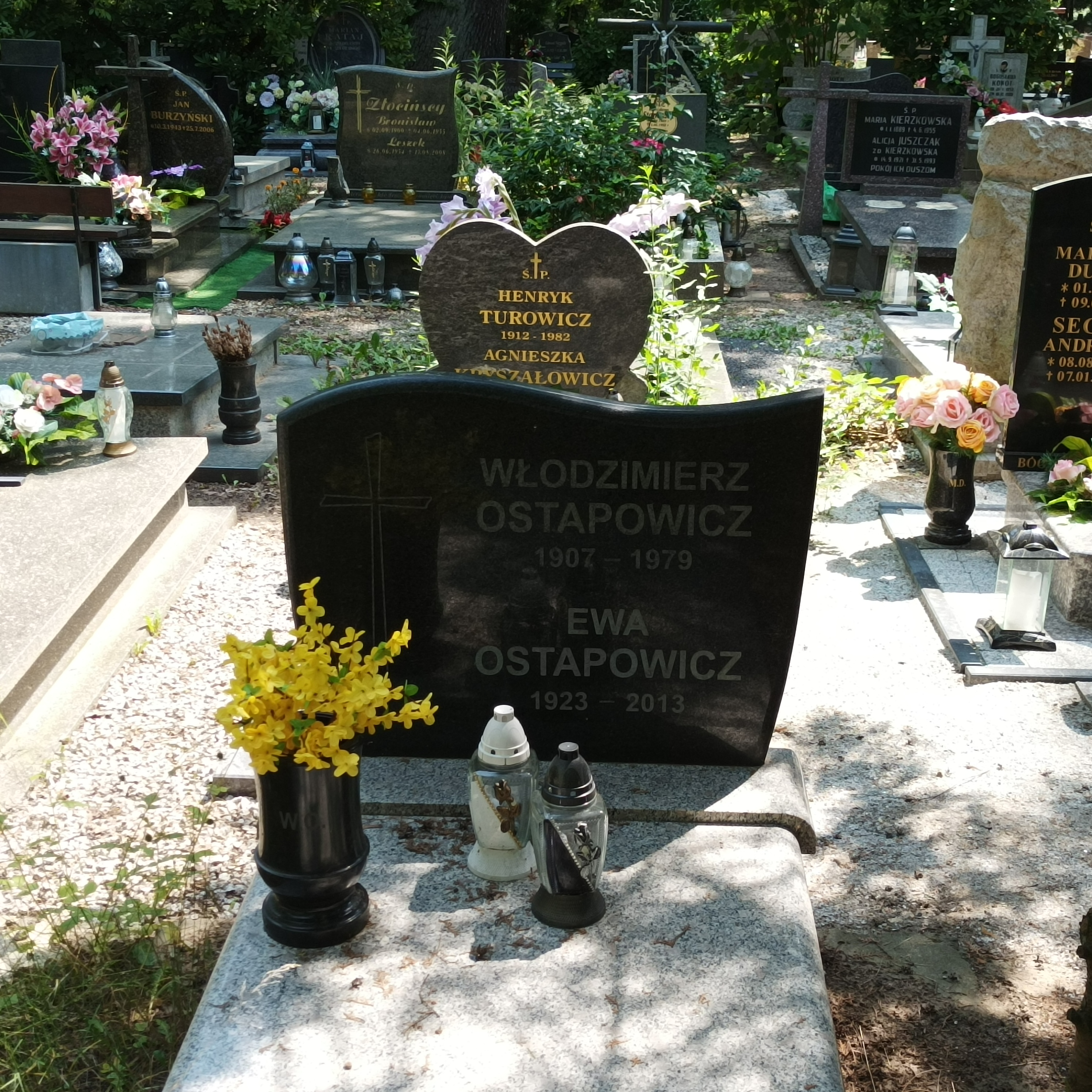
Grób Włodzimierza Ostapowicza na Cmentarzu Osobowickim

Pochowany na Cmentarzu Osobowickim.